# Audrey Sale-Barker
Audrey Florice Durell Drummond Sale-Barker (ur. 15 stycznia 1903 w Chelsea – zm. 21 grudnia 1994 w Dorset) – brytyjska narciarka alpejska i pilotka.

## Kariera
Jej największym sukcesem był srebrny medal wywalczony w slalomie podczas mistrzostw świata w Cortinie d’Ampezzo. Na tych samych mistrzostwach zajęła też czwarte miejsce w kombinacji alpejskiej i biegu zjazdowym. Czwarta była także w slalomie podczas mistrzostw świata w Mürren oraz w kombinacji na mistrzostwach świata w Sankt Moritz.
Była członkinią Ladies' Ski Club.

## Lotnictwo
Podczas II wojny światowej wstąpiła do kobiecej jednostki transportowej Air Transport Auxiliary, dostarczającej samoloty z fabryk do jednostek RAF. Przyjaźniła się z Amy Johnson.
Jej mężem był George Douglas-Hamilton 10. hrabia Selkirk.

## Osiągnięcia w sporcie

### Mistrzostwa świata
| Miejsce | Dzień     | Rok  | Miejscowość       | Konkurencja | Wynik      | Strata     | Zwyciężczyni    |
| ------- | --------- | ---- | ----------------- | ----------- | ---------- | ---------- | --------------- |
| 4.      | 4 lutego  | 1932 | Cortina d’Ampezzo | Zjazd       | 7:13,8     | +26,8      | Paula Wiesinger |
| 2.      | 5 lutego  | 1932 | Cortina d’Ampezzo | Slalom      | 2:02,9     | +10,1      | Rösli Streiff   |
| 4.      | 5 lutego  | 1932 | Cortina d’Ampezzo | Kombinacja  | 94,588 pkt | -1,318 pkt | Rösli Streiff   |
| 4.      | 15 lutego | 1934 | Sankt Moritz      | Zjazd       | 5:38,0     | +39,0      | Anny Rüegg      |
| 7.      | 16 lutego | 1934 | Sankt Moritz      | Slalom      | 1:57,0     | +5,1       | Christl Cranz   |
| 4.      | 16 lutego | 1934 | Sankt Moritz      | Kombinacja  | 99,62 pkt  | -6,89 pkt  | Christl Cranz   |